# 서섹스 드라이브

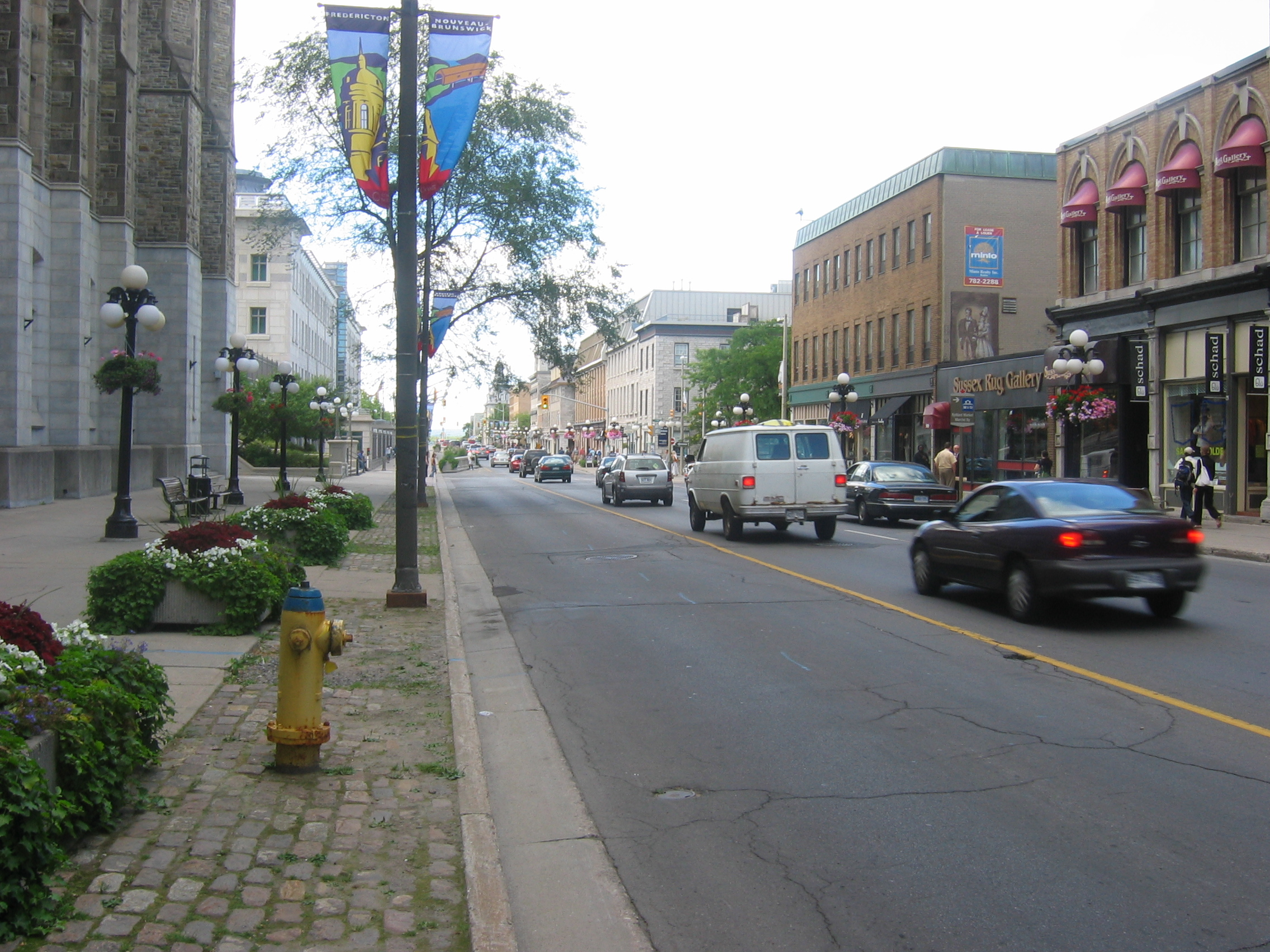

서섹스 드라이브(영어: Sussex Drive, 프랑스어: Promenade Sussex)은 캐나다 온타리오주 오타와에 있는 대표적인 도로이다. 오타와는 캐나다 연방의 수도로써 서섹스 드라이브는 캐나다의 캐나다의 군주제와 관련된 시설과 연방 정부의 기관들이 밀집해 있다.
오타와 강과 나란히 있는 서섹스 드라이브는 바이 대령 드라이브의 북쪽 부분이 접한 리도 스트리트에서 록클리프 파크웨이가 시작하는 맥케이 스트리트(MacKay Street)까지 이어진다.
서섹스 드라이브는 수도권 지역에서 가장 유명한 거리로 총리와 총독의 관저 24 서섹스 드라이브와 리도 홀이 있다. 서섹스 드라이브 옆에 있는 건물로 그린 아일랜드에 위치한 옛 오타와 시청과 언스클리프, 그리고 프랑스, 일본, 사우디 아라비아, 미국 대사관이 있다.
그밖의 명소는 메이저즈 힐 파크, 캐나다 국립미술관, 옛 캐나다 지리 조사 건물, 왕립 캐나다 조폐국이 있다.